# E.T., el extraterrestre
E. T., el extraterrestre  es una película estadounidense de ciencia ficción de 1982 dirigida por Steven Spielberg, escrita por Melissa Mathison, protagonizada por Henry Thomas y distribuida por Universal Pictures. La cinta está basada en un amigo imaginario del propio director, creado tras el divorcio de sus padres. En 1980, Spielberg conoció a Mathison y empezaron a desarrollar la historia, tras el proyecto estancado Night Skies.
La película, cuyo rodaje se llevó a cabo entre septiembre y diciembre de 1981, en California, de manera cronológica para conseguir actuaciones emocionales y más convincentes, tuvo un presupuesto de 10.5 millones de dólares estadounidenses y se convirtió en un éxito de taquilla. E. T. fue la película más taquillera en su momento, superando, incluso, a Star Wars (1977) y solo otra película dirigida por Spielberg le robó el mérito: Parque Jurásico (1993). 
Los críticos la aclamaron como una historia intemporal de la amistad y la sitúan como la película de ciencia ficción más grande alguna vez realizada, según una encuesta del sitio web Rotten Tomatoes. Se reestrenó en 1985 y en 2002 para celebrar su vigésimo aniversario, con planos y escenas adicionales modificadas y con poca afinidad por el público debido en gran parte a la artificial incursión y sustitución por CGI de muchos de los planos donde aparece el extraterrestre.
En 1994, la cinta fue incluida en el National Film Registry de la Biblioteca del Congreso de Estados Unidos para su preservación, por ser cultural, histórica y estéticamente significativa.

## Sinopsis

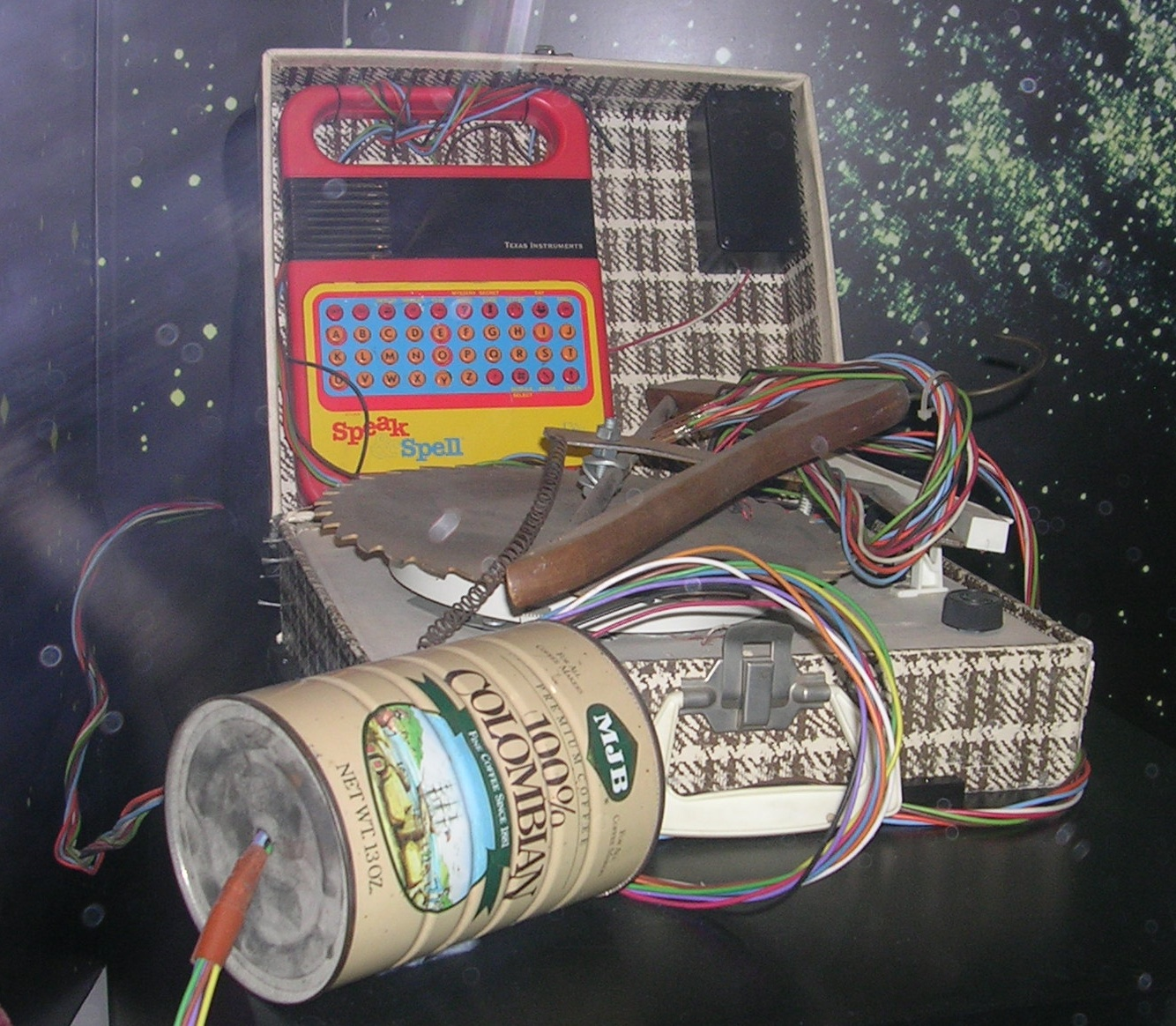
Teléfono construido por E. T. para llamar a casa

El filme comienza en Crescent City, California, con un grupo de botánicos extraterrestres provenientes de una lejana galaxia situada a 3 millones de años luz de la Vía Láctea, que reúnen muestras de la vegetación de la Tierra. Agentes del gobierno de Estados Unidos aparecen y los extraterrestres huyen en su nave espacial, dejando atrás a uno de los suyos en sus prisas. La escena cambia a un hogar en los suburbios de California, donde un niño llamado Elliott (Henry Thomas) hace de sirviente de su hermano mayor, Michael (Robert MacNaughton), y sus amigos (K. C. Martel, Sean Frye y C. Thomas Howell). Cuando él va por la pizza, Elliott descubre al extraterrestre abandonado, quien huye con prontitud. A pesar de la incredulidad de su familia, Elliott deja dulces de Reese's Pieces en el bosque para atraerlo a su dormitorio. Antes de que se vaya a la cama, Elliott le advierte al extraterrestre imitando sus movimientos.
A la mañana siguiente, Elliott finge una enfermedad para evitar ir a la escuela y así poder jugar con el extraterrestre. Esa tarde, Michael y su hermana menor, Gertie (Drew Barrymore), conocen al extraterrestre. Su madre, Mary (Dee Wallace), oye ruidos y va a ver qué pasa. Michael, Gertie y el extraterrestre se esconden en el ropero, mientras Elliott asegura a su madre que todo está bien. Michael y Gertie prometen mantener al extraterrestre en secreto de su madre. Decidiendo que se quedarán con el alienígena, los niños comienzan a preguntarse acerca de su origen. Él responde levitando unas bolas que representan a su sistema solar, y demuestra aún más sus poderes al revivir una planta muerta.
Al día siguiente en la escuela, Elliott comienza a experimentar una conexión psíquica con el extraterrestre. Elliott se comporta erráticamente debido en parte a la intoxicación del extraterrestre por beber cerveza. Elliott entonces libera las ranas en una clase de disección. Como el extraterrestre mira a John Wayne besando a Maureen O'Hara en The Quiet Man, por el vínculo psíquico, a Elliott le provoca que bese a una chica (Erika Eleniak) que le gusta de igual manera.
El extraterrestre aprende a hablar inglés por repetir lo que dice Gertie en respuesta a lo que ella está viendo en Sesame Street y, a instancia de Elliott, se apoda a sí mismo como E. T. (por extraterrestrial) y luego de ver una ventana, apunta hacia ella diciendo «E. T. llama a casa» aparentemente algo triste. Consigue la ayuda de Elliott en la construcción de un dispositivo para llamar a casa, mediante el uso del Speak & Spell, juguete electrónico educacional para niños fabricado por Texas Instruments. Michael comienza a notar que la salud de E. T. está deteriorándose y que Elliott está refiriéndose a sí mismo como nosotros. En Halloween, Michael y Elliott visten a E. T. como un fantasma para que puedan escabullirse fuera de la casa. Elliott y E. T. andan en bicicleta por el bosque, donde E. T. exitosamente llama a su hogar. Pero sin embargo, a la mañana siguiente, Elliott despierta para encontrar que E. T. ha desaparecido, y vuelve a su hogar con su afligida familia. Michael encuentra a E. T. muriendo en el bosque, y el extraterrestre toma de la mano a Elliott, quien también está muriendo. Mary comienza a asustarse cuando ella descubre la enfermedad de su hijo y al extraterrestre agonizante, antes los agentes del gobierno que habían invadido la casa.
Los científicos crean una instalación médica en la casa, colocando en cuarentena a Elliott y a E. T. Primero E. T. está estable y Elliott se muere, pero después Elliott se recupera y E. T. muere. El vínculo entre E. T. y Elliott desaparece cuando E. T. muere. Elliott se queda solo con el extraterrestre inmóvil, cuando se da cuenta de que una flor muerta, la planta que E. T. previamente había revivido, vuelve a la vida. E. T. se reanima y le revela que su gente está retornando. Elliott y Michael roban una camioneta en la que E. T. había sido guardado y se produce una persecución, uniéndose Elliott y E. T. con los amigos de Michael en un intento de evadir a las autoridades en una bicicleta. De repente frente a un callejón sin salida, ellos escapan con el uso de la telequinesis de E. T. para levantarse en el aire montados en la bicicleta y huir hacia el bosque. Parado cerca de la nave espacial, el corazón de E. T. se ilumina a medida que se prepara para retornar a su hogar. Mary, Gertie y Keys (Peter Coyote), un agente del Gobierno, aparecen. E. T. dice adiós a Michael y a Gertie, y antes de entrar en la nave espacial, le dice: «Siempre Estaré Aquí», apuntando con su dedo brillante a la frente de Elliott, luego E. T. sube a la nave espacial para regresar a su planeta, el cual está a 3 millones de años luz de la Tierra. Por eso la nave poco después de despegar se aleja a una velocidad mayor a la de la luz como un taquión, dejando una estela de arco iris en el cielo.

## Reparto
- Henry Thomas como Elliott Taylor, un niño de 10 años que vive con su madre, su hermano mayor y su hermana pequeña en un vecindario suburbano. A lo largo de la película, Elliott es un niño curioso, sensible y con una gran imaginación. Su vida cambia cuando descubre a E.T., un extraterrestre que se ha perdido en la Tierra, y decide esconderlo y cuidarlo. A medida que se desarrolla la relación entre Elliott y E.T., se convierte en una especie de amigo cercano y protector para el alienígena, desarrollando un vínculo emocional que también le permite compartir sentimientos y pensamientos con E.T. A lo largo de la película, Elliott demuestra una gran valentía, empatía y lealtad, y a medida que la historia avanza, su personaje pasa por un proceso de maduración. La relación de Elliott con E.T. también simboliza la amistad, la inocencia y el poder de la conexión emocional.
- Pat Welsh como E.T., una criatura pequeña, de piel arrugada, ojos grandes y una luz en su pecho. E.T. es inteligente, amable y tiene una naturaleza curiosa. Al ser dejado atrás por su nave espacial, se encuentra perdido en la Tierra. A pesar de su aspecto extraño, es benevolente y desarrolla una profunda amistad con Elliott. A lo largo de la película, E.T. demuestra gran empatía y un fuerte deseo de regresar a su hogar, mientras crea un vínculo emocional con Elliott y su familia.
- Robert MacNaughton como Michael Taylor, el hermano mayor de Elliott. Un adolescente que, al principio, se muestra un poco escéptico y preocupado por las travesuras de su hermano pequeño. Sin embargo, a medida que avanza la película, se convierte en un apoyo clave para Elliott en su esfuerzo por proteger a E.T. de las autoridades.
- Drew Barrymore como Gertie Taylor, la hermana pequeña de Elliott. Gertie es una niña curiosa, inocente y adorable, que rápidamente se encariña con E.T., tras conocerlo. Aunque es pequeña, Gertie juega un papel importante en la protección y cuidado de E.T., demostrando una gran ternura y amor hacia el extraterrestre.
- Dee Wallace como Mary Taylor, la madre de Elliott, Michael y Gertie.
- Peter Coyote como Keys, un agente del gobierno. Es un personaje misterioso que, a lo largo de la película, busca capturar a E.T. después de que el extraterrestre sea descubierto en la Tierra. Aunque al principio parece ser una figura autoritaria y fría, con el tiempo se revela que su interés en E.T. no es malintencionado, sino que está motivado por la fascinación científica y el deseo de estudiar al extraterrestre. Su personaje simboliza la figura del "hombre de ciencia" que busca comprender lo desconocido.
- K.C. Martel como Greg, uno de los amigos de Elliott.
- Sean Frye como Steve, uno de los amigos de Elliott.
- C. Thomas Howell como Tyler, uno de los amigos de Elliott.
- Erika Eleniak como una compañera de clase de Elliott.

Tras trabajar con Cary Guffey en Encuentros en la tercera fase (1977), Spielberg tuvo claro que quería repetir la experiencia de rodar con niños en E. T. Más de trescientos niños se presentaron al casting para interpretar a los protagonistas de la historia. Fue Robert Fisk quien propuso a Henry Thomas para el papel protagonista y, aunque se presentó disfrazado de Indiana Jones, el actor no hizo una buena prueba. Pero entonces recordó la muerte de su perro y empezó a llorar. Fue ese acto improvisado lo que hizo que Spielberg escogiera a Henry para interpretar a Elliot. Para el papel de Michael, Robert MacNaughton audicionó hasta ocho veces. Incluso, algunas junto a aspirantes para interpretar a su hermano mayor en la ficción. Drew Barrymore impresionó al director al asegurarle que ella dirigía una banda de punk con seis años y decidió que ella sería Gertie. Curiosamente, este rodaje convenció a Steven Spielberg de que estaba listo para ser padre.
La anciana Pat Welsh fumaba dos paquetes de cigarrillos al día mientras vivía en Marin County (California). Su voz gustó al creador de efectos sonoros de la película, Ben Burtt, y doblaron al entrañable extraterrestre en nueve horas y media. Por su trabajo le pagaron 380 dólares. Pero decidieron que utilizar sonidos de otras dieciséis personas y animales más para el personaje de E. T.: a Spielberg, a Debra Winger, a la esposa de Burtt durmiendo, a un profesor de cine de Universidad del Sur de California eructando, a mapaches, a nutrias de mar y a caballos.
Spielberg consideraba que resultaría poco natural que actores interpretaran a los doctores que salvan al extraterrestre por los tecnicismos médicos. Por ello, decidió contratar a médicos reales del USC Medical Center.
Harrison Ford hacía un cameo en la película como director de Elliot. En la escena, Ford reprende a Elliot y la silla del niño empieza a levitar. Mientras tanto, E. T. estaba levitando su equipo de teléfono hasta la escalera con Gertie. Pero Spielberg decidió no incluir esta escena en la película.

## Producción
E. T. fue un amigo que podría ser el hermano que nunca tuve y un padre que no sentí tener más.
Steven Spielberg

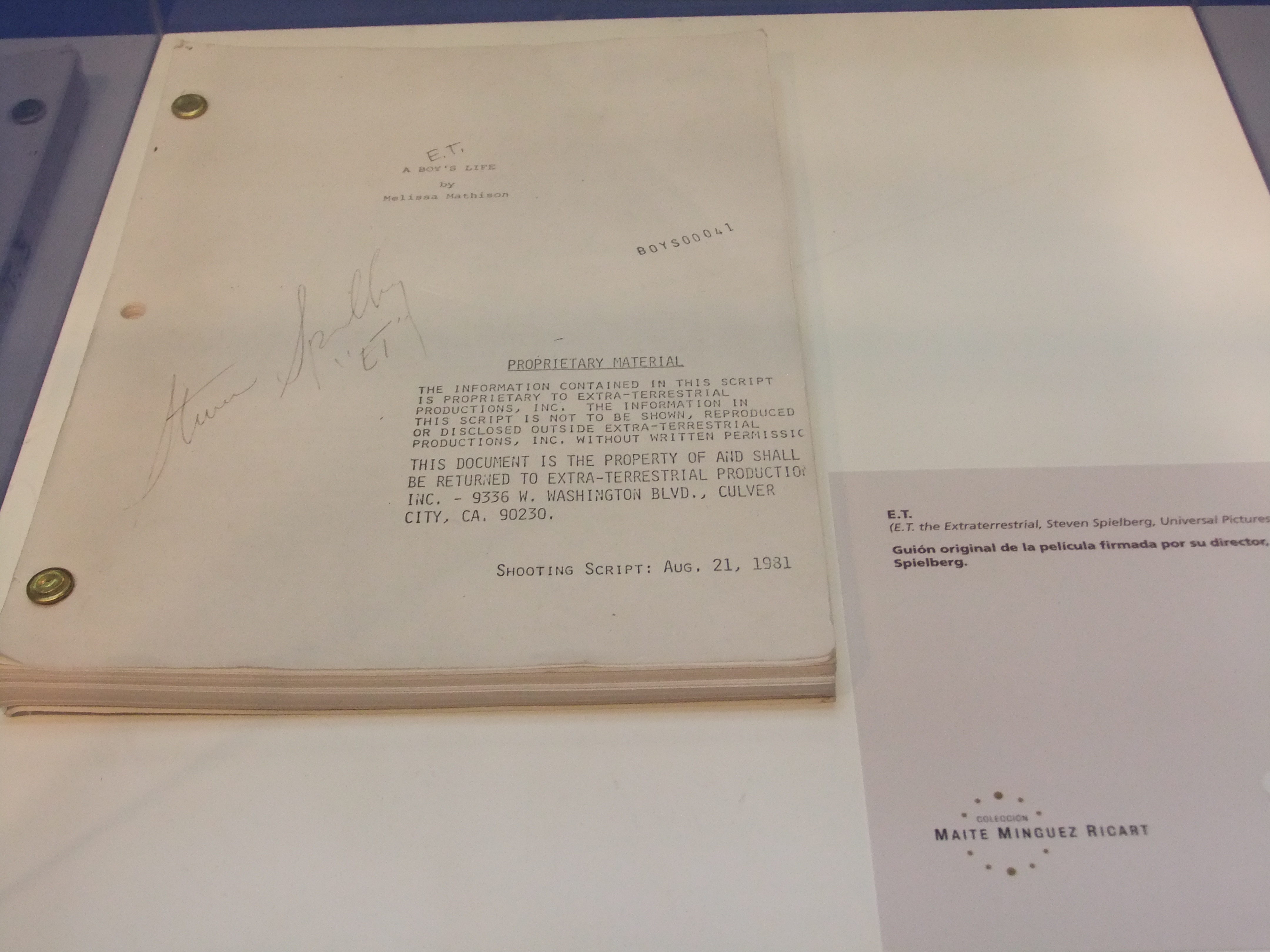
Guion original firmado por Spielberg

Después del divorcio de sus padres, Spielberg llenó el vacío con un imaginario compañero extraterrestre. Durante 1978, Spielberg anunció que rodaría un filme titulado Growing Up, el cual se filmaría en veintiocho días. El proyecto fue anulado debido a los retrasos en la película 1941, pero el concepto de hacer un pequeño filme autobiográfico sobre su infancia se quedaría con Spielberg.
Debido al enorme éxito de la cinta Close Encounters of the Third Kind de 1977, Columbia Pictures le pidió a Spielberg que realizara un posible guion para una secuela y así comenzó a desarrollar un misterioso proyecto que había planeado con John Sayles llamado Night Skies, en la cual unos malévolos extraterrestres aterrorizan a una familia en su casa, pero uno de estos extraterrestres se hacía amigo de un niño autista integrante de la familia.
Sin embargo, debe destacarse la asombrosa similitud del argumento del filme, con la obra de la escritora Marcela Paz titulada Papelucho y el marciano (1968); incluyendo el nombre del extraterrestre, llamado Det, en la obra de la autora citada.
En 1980 mientras filmaba Raiders of the Lost Ark en Túnez, mientras Spielberg se encontraba aburrido por los descansos, los recuerdos de la creación de su infancia resurgieron. Le dijo a la guionista Melissa Mathison acerca de Night Skies, y ella desarrolló una sub-trama del fracasado proyecto, en la que Buddy, el único extraterrestre amigable, se hace amigo de un niño autista. El abandono de Buddy en la Tierra en la escena final del guion inspiró el concepto de E. T., por lo que el guion se empezó a reescribir con esa trama, mientras que la idea de los extraterrestres aterrorizando a una familia evolucionó hasta convertirse en el guion de la película Poltergeist. Mathison escribió un primer bosquejo titulado E. T. and Me en ocho semanas, que Spielberg consideró perfecto. El guion tuvo dos bosquejos más, suprimiendo a un amigo de Elliott parecido a Eddie Haskell. La secuencia de la persecución fue creada y Spielberg también sugirió tener la escena donde E. T. se emborracha. Spielberg tuvo una reunión con Frank Price, presidente de Columbia Pictures, quienes habían producido Close Encounters of the Third Kind, para discutir el nuevo guion de E. T.. Sin embargo, el estudio lo desaprobó, llamándola "Una ridícula película de Walt Disney", por lo que Spielberg se aproximó al más receptivo Sid Sheinberg, presidente de MCA, empresa dueña en ese momento de Universal Pictures, quienes aprobaron el guion y le dieron luz verde al proyecto, siempre y cuando Spielberg la dirigiera.Esta sería la primera película de la productora de Spielberg, Amblin Entertainment, que sería dirigida por el propio Spielberg.
Ed Verreaux creó un prototipo de USD 700 000 para E. T., que Spielberg consideró inservible. Carlo Rambaldi, quien diseñó los extraterrestres para Close Encounters of the Third Kind, fue contratado para diseñar los animatrónicos de E. T. La propia pintura de Rambaldi Women of Delta lo guio para dar a la criatura su único y extensible cuello. El rostro de la criatura fue inspirado en los rostros de Carl Sandburg, Albert Einstein y Ernest Hemingway. La productora Kathleen Kennedy visitó el Jules Stein Eye Institute para un estudio real de los ojos de vidrio. Ella contrató a personal del Instituto para crear los ojos de E. T., que sentía que eran particularmente importantes en la atracción de la audiencia. Cuatro cabezas de E. T. fueron creadas para la filmación, una como la animatrónica principal y las otras para expresiones faciales, así como un traje. Dos enanos, Tamara De Treaux y Pat Bilon, además de Matthew De Meritt, de doce años de edad, y quien nació sin piernas, se turnaban para llevar el traje, dependiendo de la escena que estaba siendo filmada. Caprice Roth, un mimo profesional, lleno de prótesis representó las manos de E. T. La criatura final fue creada en tres meses con un costo de 1,5 millones de dólares. Spielberg declaró que era «algo que solo una madre podría amar». Mars, Incorporated encontró a E. T. tan feo que la compañía se negó a permitir que M&M's fuera usado en el filme, creyendo que la criatura asustaría a los niños. Esto permitió a Hershey Company la oportunidad de mercado para Reese's Pieces.
E. T. comenzó a rodarse en septiembre de 1981. El proyecto fue filmado bajo el nombre encubierto de A Boy's Life, porque Spielberg no quería que cualquiera lo descubriera y plagiara el argumento. Los actores tenían que leer el guion a puerta cerrada, y todos en el plató tenían que usar una tarjeta de identificación. El rodaje comenzó con dos días en una escuela secundaria de Culver City, y el reparto pasó los siguientes 11 días moviéndose entre locaciones de Northridge y Tujunga. Las escenas de la casa fueron rodadas en Lonzo Street. Los siguientes 42 días fueron utilizados en los Laird International Studios de Culver City, para los interiores en el hogar de Elliott. El reparto rodó en un bosque rojo cerca de Crescent City durante los últimos seis días de producción. Spielberg rodó el filme en un aproximado orden cronológico para lograr una convincente interpretación emocional de su reparto. En la escena del primer encuentro de Michael con el extraterrestre, la apariencia de la criatura causó que MacNaughton saltara hacia atrás y tumbara los estantes detrás de él (que previamente Spielberg había mandado a desajustar para que se cayeran). En esa misma escena Drew Barrymore entra a la habitación de Elliott y Spielberg le dio indicaciones de si quería gritar, que gritara libremente al ver a E. T. Así lo hizo y finalmente el director dejó esas primeras dos tomas originales en el montaje final. De esta misma forma, Henry Thomas fue el primer actor en ver a E. T. y tuvo que guardar silencio con el resto del elenco para no arruinarles la sorpresa. El rodaje cronológico dio a los jóvenes actores una experiencia emocional en como ellos se enlazaron con E. T., haciendo las secuencias del hospital más conmovedoras. Spielberg se aseguró de que los titiriteros se mantuvieran alejados del plató para mantener la ilusión de un extraterrestre real. Por primera vez en su carrera, él no usó un guion gráfico del filme, con el fin de facilitar la espontaneidad en las actuaciones. El filme fue rodado de forma que los adultos, excepto Dee Wallace, nunca se vieran de la cintura para arriba en la primera mitad del filme, como un tributo a las caricaturas de Tex Avery. El rodaje se completó en 61 días, cuatro días menos de lo previsto.
El antiguo colaborador de Spielberg, John Williams, compuso la partitura musical de E. T. Williams describió su desafío en la creación de una partitura que generara simpatía por esa criatura de aspecto extraño. Al igual que con sus anteriores colaboraciones, a Spielberg le gustó cada uno de los temas compuestos por Williams y los incluyó. Spielberg amó la música para la persecución final tanto que editó la secuencia para adaptarse a ella.

## Temas
Spielberg obtuvo la historia de E. T. del divorcio de sus propios padres; Gary Arnold del The Washington Post llamó al filme esencialmente una autobiografía espiritual, un retrato del cineasta como el típico chico de los suburbios identificado por una rara pasión, la imaginación mística. Las referencias a la infancia de Spielberg ocurren cuando Elliott finge una enfermedad sosteniendo su termómetro junto a una bombilla mientras que cubre su rostro con una almohadilla de calefacción, un truco frecuentemente empleado por el joven Spielberg. Cuando Michael molesta a Elliott, hace eco a las burlas de Spielberg a sus hermanas menores, y la evolución de Michael de torturador a protector refleja cómo Spielberg tuvo que cuidar de sus hermanas después de que su padre se fuera.
Los críticos se han enfocado en el paralelismo entre la vida de E. T. y Elliott, quien es alienado por la pérdida de su padre. A. O. Scott, del The New York Times, escribió que mientras E. T. «es el más obvio y desesperado expósito», Elliott «sufre en su propia manera de la falta de un hogar» (coincidentemente, E. T. es la primera y última letra del nombre de Elliott). El corazón del filme es el tema de madurar. El crítico Henry Sheehan describió el filme como una narración de Peter Pan desde la perspectiva de un «niño perdido» (Elliott): E. T. no puede sobrevivir físicamente en la Tierra, como Pan no podría sobrevivir emocionalmente en el país de Nunca Jamás; los científicos del gobierno toman así el lugar de los piratas de Nunca Jamás. Vincent Canby, del The New York Times, similarmente observó que el filme «libremente recicla elementos de [...] Peter Pan y El mago de Oz». Algunos críticos han sugerido que la representación de Spielberg de los suburbios es muy oscura, contrariamente a la creencia popular. Según A. O. Scott: «El ambiente de suburbios, con hijos sin supervisión e infelices padres, juguetes rotos y la marca de comida chatarra, podrían haber salido de una historia de Raymond Carver». Charles Taylor, de Salon.com, escribió que «las películas de Spielberg, a pesar de la forma en que se caracterizan a menudo, no son las idealizaciones de Hollywood para familias y suburbios. Los hogares aquí soportan lo que el crítico cultural Karal Ann Marling llamó "las marcas de uso intensivo"».
Otros críticos encontraron paralelismos religiosos entre E. T. y Jesús de Nazaret. Andrew Nigels describe la historia de E. T. como «la crucifixión por la ciencia militar» y «la resurrección por el amor y la fe». De acuerdo con el biógrafo de Spielberg, Joseph McBride, Universal Studios apeló directamente al mercado cristiano, con un cartel evocador de La creación de Adán de Miguel Ángel y un logo que dice Paz. Spielberg respondió que él no tenía la intención de que el filme fuera una parábola religiosa, bromeando: «Yo nunca iría con mi madre y le diría: "Mamá, he hecho esta película que es una parábola cristiana", ¿qué crees que diría? Ella tiene un restaurante kosher en Pico y Doheny en Los Ángeles».
Como un cuerpo sustancial que la crítica del filme ha construido alrededor de E. T., numerosos autores han analizado el filme en otras formas también. E. T. ha sido interpretado como un moderno cuento de hadas. y en términos psicoanalíticos. La productora Kathleen Kennedy señaló que un tema importante de E. T. es la tolerancia, lo que sería fundamental para los futuros filmes de Spielberg, como La lista de Schindler. Tras haber sido un solitario como adolescente, Spielberg describe el filme como una historia de las minorías. El característico tema de comunicación de Spielberg es asociado con lo ideal de la comprensión mutua: él ha sugerido que lo central de la historia de la amistad alienígena-humana es una analogía de cómo los adversarios del mundo real pueden aprender a superar sus diferencias.
En octubre de 1983, el escritor de ciencia ficción español Domingo Santos publicó una novela titulada El extraterrestre rosa. Se la dedicó a Steven Spielberg, argumentando que su última película (E. T.) tenía bastantes aspectos en común con otra novela del escritor, titulada El visitante y publicada en 1965 (por tanto, diecisiete años antes del largometraje). La dedicatoria mencionaba también que dicha novela de 1965 había sido antes un guion de cine que el literato nunca llegó a convertir en película. Según el escritor, las aventuras del extraterrestre a su paso por el planeta Tierra en el filme de Spielberg eran muy parecidas a las del protagonista alienígena de aquella anterior novela suya. Tales parecidos sospechosos le llevaron, no a denunciar al cineasta por plagio, sino a publicar la novela de 1983 a manera de amistosa venganza.

## Recepción
E. T. fue preestrenada en Houston, Texas, donde recibió una buena calificación de los espectadores. El filme se estrenó en la gala de clausura del Festival Internacional de Cine de Cannes en mayo de 1982, y fue estrenada en Estados Unidos el 11 de junio de 1982. Se estrenó en el número uno con un recaudación de 11 millones de dólares, y se quedó en la cima de la taquilla durante seis semanas. Fluctuó entre la primera y la segunda posición hasta enero. Al final de su temporada en el cine, recaudó 359.2 millones de dólares a nivel nacional. Spielberg ganó USD 500 000 por día de su participación en los beneficios. Las utilidades de Hershey Company's aumentaron 65 % debido al notable uso en el filme de Reese's Pieces. El filme fue reestrenado el 19 de julio de 1985, y recaudó 40 millones de dólares a nivel nacional. E. T. fue estrenada en VHS y laserdisc el 27 de octubre de 1988; para combatir la piratería, los videocasetes eran de color verde. Solo en Estados Unidos, las ventas en VHS llegaron a 75 millones de dólares.
Los críticos aclamaron a E. T. como un clásico. Roger Ebert escribió: «No se trata simplemente de una buena película. Es una de esas películas que barre lejos nuestra cautela y gana nuestros corazones». Michael Sragow, de Rolling Stone, llamó a Spielberg «la era espacial de Jean Renoir... Por primera vez ha dedicado sus impresionantes habilidades técnicas al servicio de sus sentimientos más profundos». Leonard Maltin lo llamó el mejor filme del año. George Will fue uno de los pocos que puso por los suelos al filme, sintiéndolo con extendidas nociones subversivas acerca de la infancia y la ciencia.
Hubo denuncias de que el filme fue plagiado de un guion de 1967, The Alien, del célebre director bengalí Satyajit Ray. Ray declaró: «E. T. no hubiera sido posible sin mi guion de The Alien, estando disponible en todo Estados Unidos en copias mimeografiadas». Spielberg negó esta afirmación indicando: «Yo era un niño en la escuela secundaria cuando su guion estaba circulando en Hollywood». El dibujante barcelonés de cómic Joaquín Blázquez intentó demostrar, desde el estreno de la película de Steven Spielberg, que E. T. era un plagio de Melvin, un personaje que creó siete años antes para una publicación estadounidense.
E. T., el extraterrestre tiene un 99 % de calificación fresca en el sitio web especializado Rotten Tomatoes, haciéndola la mejor crítica a un filme de ciencia ficción en el sitio. En el sitio web Metacritic tiene una puntuación de 94, clasificado por el sitio web como «aclamación universal». Además de los muchos críticos impresionados, el presidente Ronald Reagan y la primera dama Nancy Reagan fueron conmovidos por el filme después de proyectarla en la Casa Blanca el 27 de junio de 1982. La princesa Diana lloró después de ver el filme. El 17 de septiembre de 1982, el largometraje fue proyectado en las Naciones Unidas, y Spielberg recibió la Medalla de la Paz de la ONU.
El filme fue nominado a nueve premios Óscar en los 55.º Premios de la Academia, incluyendo el de mejor película. Gandhi ganó este premio, pero su director, Richard Attenborough, declaró: «Yo estaba seguro de que no únicamente E. T. podría ganar, sino de que ganaría. Fue inventiva, poderosa y maravillosa. Yo hago películas más mundanas». Además, ganó cuatro premios de la Academia: a mejor música original, Sonido, edición de sonido y efectos visuales. En los Globo de Oro, el filme ganó en la categoría de mejor película de drama y como mejor banda sonora; y también fue nominado al premio al mejor director, mejor guion y mejor nuevo actor estrella del año para Henry Thomas. La Asociación de Críticos de Cine de Los Ángeles galardonó al filme con el premio a la mejor película, mejor director y el Premio Nueva Generación para Melissa Mathison. El filme ganó los premios Saturn al mejor filme de ciencia ficción, mejor guion, mejores efectos especiales, mejor música y mejor cartel de arte, mientras que Henry Thomas, Robert McNaughton y Drew Barrymore ganaron los premios Young Artist. Además de sus Globo de Oro y Saturn, el compositor John Williams ganó un Grammy y un BAFTA por la partitura. E. T. fue honrado también en el extranjero: el filme ganó el premio al mejor filme en lengua extranjera en el festival Blue Ribbon de Japón, el Círculo de Escritores Cinematográficos de España, los Premios César de Francia (nominado), y el David di Donatello de Italia.
En encuestas del American Film Institute, E. T., el extraterrestre ha sido votado como el 24.º mejor filme de todos los tiempos, el 44.º más emocionante, y el 6.º más edificante. Otra encuesta del AFI la evalúa como la 14.ª cinta con la mejor banda sonora. Forma parte además del AFI's 10 Top 10 en la categoría de películas de ciencia ficción, apareciendo en tercera posición. La frase E. T., teléfono, casa (E. T. phone home en el original) fue clasificada 15.ª en la lista 100 años… 100 citas de película del AFI, y 48.ª en la lista de mejores citas de películas de la revista Premiere. En el 2005, el filme encabezó la encuesta del canal británico Channel 4 de los 100 mejores filmes familiares, y también fue enlistado por la revista Time como uno de los 100 mejores filmes jamás realizados. En el 2003, Entertainment Weekly llamó al filme el octavo más sentimentaloide; en el 2007, en una encuesta de películas y series de televisión, la revista declaró a E. T. el séptimo mejor trabajo de cine de ciencia ficción en los últimos 25 años. The Times también calificó a E. T. como el noveno extraterrestre favorito en un filme, llamándolo uno de los no humanos más queridos en la cultura popular. En 1994, E. T. fue seleccionado para su conservación en el National Film Registry de Estados Unidos.
| País                                                                          | Fecha de estreno                 |
| ----------------------------------------------------------------------------- | -------------------------------- |
| Alemania                                                                      | Jueves 9 de diciembre de 1982    |
| Argentina                                                                     | Sábado 25 de diciembre de 1982   |
| Australia                                                                     | Jueves 25 de noviembre de 1982   |
| Austria                                                                       | Viernes 25 de marzo de 1983      |
| Bélgica                                                                       | Miércoles 8 de diciembre de 1982 |
| Belice · Costa Rica · El Salvador · Guatemala · Honduras · Nicaragua · Panamá | Sábado 25 de diciembre de 1982   |
| Brasil                                                                        | Sábado 25 de diciembre de 1982   |
| Chile                                                                         | Sábado 25 de diciembre de 1982   |
| Colombia                                                                      | Sábado 25 de diciembre de 1982   |
| Dinamarca                                                                     | Domingo 26 de diciembre de 1982  |
| Ecuador                                                                       | Miércoles 23 de marzo de 1983    |
| Egipto                                                                        | Lunes 25 de abril de 1983        |
| España                                                                        | Lunes 6 de diciembre de 1982     |
| Estados Unidos · Canadá                                                       | Viernes 11 de junio de 1982      |
| Filipinas                                                                     | Viernes 14 de enero de 1983      |
| Finlandia                                                                     | Viernes 17 de diciembre de 1982  |
| Francia                                                                       | Miércoles 1 de diciembre de 1982 |

| País                 | Fecha de estreno                  |
| -------------------- | --------------------------------- |
| Grecia               | Jueves 30 de diciembre de 1982    |
| Hong Kong            | Sábado 12 de febrero de 1983      |
| India                | Viernes 9 de mayo de 1986         |
| Israel               | Sábado 11 de diciembre de 1982    |
| Italia               | Martes 7 de diciembre de 1982     |
| Japón                | Sábado 4 de diciembre de 1982     |
| Líbano               | Lunes 27 de diciembre de 1982     |
| Malasia              | Jueves 25 de noviembre de 1982    |
| México               | Jueves 9 de diciembre de 1982     |
| Noruega              | Domingo 26 de diciembre de 1982   |
| Nueva Zelanda        | Viernes 3 de diciembre de 1982    |
| Países Bajos         | Jueves 2 de diciembre de 1982     |
| Perú                 | Jueves 16 de diciembre de 1982    |
| Portugal             | Viernes 17 de diciembre de 1982   |
| Reino Unido Irlanda  | Viernes 10 de diciembre de 1982   |
| República Dominicana | Jueves 23 de diciembre de 1982    |
| Singapur             | Sábado 27 de noviembre de 1982    |
| Sudáfrica            | Viernes 26 de noviembre de 1982   |
| Suecia               | Viernes 10 de diciembre de 1982   |
| Suiza                | Miércoles 1 de diciembre de 1982  |
| Tailandia            | Viernes 1 de abril de 1983        |
| Taiwán               | Domingo 13 de febrero de 1983     |
| Uruguay              | Sábado 25 de diciembre de 1982    |
| Venezuela            | Miércoles 15 de diciembre de 1982 |

| País                                                                          | Fecha de estreno                 |
| ----------------------------------------------------------------------------- | -------------------------------- |
| Alemania                                                                      | Jueves 9 de diciembre de 1982    |
| Argentina                                                                     | Sábado 25 de diciembre de 1982   |
| Australia                                                                     | Jueves 25 de noviembre de 1982   |
| Austria                                                                       | Viernes 25 de marzo de 1983      |
| Bélgica                                                                       | Miércoles 8 de diciembre de 1982 |
| Belice · Costa Rica · El Salvador · Guatemala · Honduras · Nicaragua · Panamá | Sábado 25 de diciembre de 1982   |
| Brasil                                                                        | Sábado 25 de diciembre de 1982   |
| Chile                                                                         | Sábado 25 de diciembre de 1982   |
| Colombia                                                                      | Sábado 25 de diciembre de 1982   |
| Dinamarca                                                                     | Domingo 26 de diciembre de 1982  |
| Ecuador                                                                       | Miércoles 23 de marzo de 1983    |
| Egipto                                                                        | Lunes 25 de abril de 1983        |
| España                                                                        | Lunes 6 de diciembre de 1982     |
| Estados Unidos · Canadá                                                       | Viernes 11 de junio de 1982      |
| Filipinas                                                                     | Viernes 14 de enero de 1983      |
| Finlandia                                                                     | Viernes 17 de diciembre de 1982  |
| Francia                                                                       | Miércoles 1 de diciembre de 1982 |

| País                 | Fecha de estreno                  |
| -------------------- | --------------------------------- |
| Grecia               | Jueves 30 de diciembre de 1982    |
| Hong Kong            | Sábado 12 de febrero de 1983      |
| India                | Viernes 9 de mayo de 1986         |
| Israel               | Sábado 11 de diciembre de 1982    |
| Italia               | Martes 7 de diciembre de 1982     |
| Japón                | Sábado 4 de diciembre de 1982     |
| Líbano               | Lunes 27 de diciembre de 1982     |
| Malasia              | Jueves 25 de noviembre de 1982    |
| México               | Jueves 9 de diciembre de 1982     |
| Noruega              | Domingo 26 de diciembre de 1982   |
| Nueva Zelanda        | Viernes 3 de diciembre de 1982    |
| Países Bajos         | Jueves 2 de diciembre de 1982     |
| Perú                 | Jueves 16 de diciembre de 1982    |
| Portugal             | Viernes 17 de diciembre de 1982   |
| Reino Unido Irlanda  | Viernes 10 de diciembre de 1982   |
| República Dominicana | Jueves 23 de diciembre de 1982    |
| Singapur             | Sábado 27 de noviembre de 1982    |
| Sudáfrica            | Viernes 26 de noviembre de 1982   |
| Suecia               | Viernes 10 de diciembre de 1982   |
| Suiza                | Miércoles 1 de diciembre de 1982  |
| Tailandia            | Viernes 1 de abril de 1983        |
| Taiwán               | Domingo 13 de febrero de 1983     |
| Uruguay              | Sábado 25 de diciembre de 1982    |
| Venezuela            | Miércoles 15 de diciembre de 1982 |

| País                                                                          | Fecha de estreno                 |
| ----------------------------------------------------------------------------- | -------------------------------- |
| Alemania                                                                      | Jueves 28 de marzo de 2002       |
| Argentina                                                                     | Jueves 28 de marzo de 2002       |
| Australia                                                                     | Jueves 28 de marzo de 2002       |
| Austria                                                                       | Viernes 29 de marzo de 2002      |
| Bélgica                                                                       | Miércoles 3 de abril de 2002     |
| Belice · Costa Rica · El Salvador · Guatemala · Honduras · Nicaragua · Panamá | Jueves 28 de marzo de 2002       |
| Brasil                                                                        | Jueves 28 de marzo de 2002       |
| Bulgaria                                                                      | Viernes 13 de septiembre de 2002 |
| Chile                                                                         | Jueves 28 de marzo de 2002       |
| China                                                                         | Martes 18 de junio de 2002       |
| Chipre                                                                        | Viernes 3 de mayo de 2002        |
| Colombia                                                                      | Miércoles 27 de marzo de 2002    |
| Corea del Sur                                                                 | Viernes 5 de abril de 2002       |
| Croacia                                                                       | Jueves 11 de abril de 2002       |
| Dinamarca                                                                     | Miércoles 27 de marzo de 2002    |
| EAU                                                                           | Miércoles 3 de julio de 2002     |
| Eslovenia                                                                     | Jueves 28 de marzo de 2002       |
| España                                                                        | Miércoles 27 de marzo de 2002    |
| Estados Unidos · Canadá                                                       | Viernes 22 de marzo de 2002      |
| Estonia                                                                       | Viernes 29 de marzo de 2002      |
| Filipinas                                                                     | Miércoles 3 de abril de 2002     |
| Finlandia                                                                     | Viernes 29 de marzo de 2002      |
| Francia                                                                       | Miércoles 3 de abril de 2002     |

| País                         | Fecha de estreno              |
| ---------------------------- | ----------------------------- |
| Grecia                       | Viernes 26 de abril de 2002   |
| Hong Kong                    | Jueves 28 de marzo de 2002    |
| Hungría                      | Jueves 28 de marzo de 2002    |
| India                        | Viernes 31 de mayo de 2002    |
| Indonesia                    | Miércoles 26 de junio de 2002 |
| Islandia                     | Jueves 28 de marzo de 2002    |
| Israel                       | Jueves 28 de marzo de 2002    |
| Italia                       | Miércoles 27 de marzo de 2002 |
| Japón                        | Sábado 27 de abril de 2002    |
| Kenia                        | Viernes 2 de agosto de 2002   |
| Líbano                       | Jueves 25 de abril de 2002    |
| Malasia                      | Jueves 23 de mayo de 2002     |
| México                       | Jueves 28 de marzo de 2002    |
| Noruega                      | Viernes 12 de abril de 2002   |
| Nueva Zelanda                | Jueves 28 de marzo de 2002    |
| Países Bajos                 | Jueves 28 de marzo de 2002    |
| Perú                         | Jueves 28 de marzo de 2002    |
| Polonia                      | Viernes 31 de mayo de 2002    |
| Portugal                     | Viernes 29 de marzo de 2002   |
| Reino Unido Irlanda          | Miércoles 27 de marzo de 2002 |
| República Checa · Eslovaquia | Jueves 28 de marzo de 2002    |
| Rumania                      | Viernes 14 de junio de 2002   |
| Rusia                        | Jueves 29 de agosto de 2002   |
| Singapur                     | Jueves 30 de mayo de 2002     |
| Sudáfrica                    | Viernes 28 de junio de 2002   |
| Suecia                       | Jueves 28 de marzo de 2002    |
| Suiza                        | Miércoles 27 de marzo de 2002 |
| Tailandia                    | Viernes 5 de abril de 2002    |
| Taiwán                       | Sábado 6 de abril de 2002     |
| Turquía                      | Viernes 7 de junio de 2002    |
| Venezuela                    | Miércoles 24 de abril de 2002 |

| País                                                                          | Fecha de estreno                 |
| ----------------------------------------------------------------------------- | -------------------------------- |
| Alemania                                                                      | Jueves 28 de marzo de 2002       |
| Argentina                                                                     | Jueves 28 de marzo de 2002       |
| Australia                                                                     | Jueves 28 de marzo de 2002       |
| Austria                                                                       | Viernes 29 de marzo de 2002      |
| Bélgica                                                                       | Miércoles 3 de abril de 2002     |
| Belice · Costa Rica · El Salvador · Guatemala · Honduras · Nicaragua · Panamá | Jueves 28 de marzo de 2002       |
| Brasil                                                                        | Jueves 28 de marzo de 2002       |
| Bulgaria                                                                      | Viernes 13 de septiembre de 2002 |
| Chile                                                                         | Jueves 28 de marzo de 2002       |
| China                                                                         | Martes 18 de junio de 2002       |
| Chipre                                                                        | Viernes 3 de mayo de 2002        |
| Colombia                                                                      | Miércoles 27 de marzo de 2002    |
| Corea del Sur                                                                 | Viernes 5 de abril de 2002       |
| Croacia                                                                       | Jueves 11 de abril de 2002       |
| Dinamarca                                                                     | Miércoles 27 de marzo de 2002    |
| EAU                                                                           | Miércoles 3 de julio de 2002     |
| Eslovenia                                                                     | Jueves 28 de marzo de 2002       |
| España                                                                        | Miércoles 27 de marzo de 2002    |
| Estados Unidos · Canadá                                                       | Viernes 22 de marzo de 2002      |
| Estonia                                                                       | Viernes 29 de marzo de 2002      |
| Filipinas                                                                     | Miércoles 3 de abril de 2002     |
| Finlandia                                                                     | Viernes 29 de marzo de 2002      |
| Francia                                                                       | Miércoles 3 de abril de 2002     |

| País                         | Fecha de estreno              |
| ---------------------------- | ----------------------------- |
| Grecia                       | Viernes 26 de abril de 2002   |
| Hong Kong                    | Jueves 28 de marzo de 2002    |
| Hungría                      | Jueves 28 de marzo de 2002    |
| India                        | Viernes 31 de mayo de 2002    |
| Indonesia                    | Miércoles 26 de junio de 2002 |
| Islandia                     | Jueves 28 de marzo de 2002    |
| Israel                       | Jueves 28 de marzo de 2002    |
| Italia                       | Miércoles 27 de marzo de 2002 |
| Japón                        | Sábado 27 de abril de 2002    |
| Kenia                        | Viernes 2 de agosto de 2002   |
| Líbano                       | Jueves 25 de abril de 2002    |
| Malasia                      | Jueves 23 de mayo de 2002     |
| México                       | Jueves 28 de marzo de 2002    |
| Noruega                      | Viernes 12 de abril de 2002   |
| Nueva Zelanda                | Jueves 28 de marzo de 2002    |
| Países Bajos                 | Jueves 28 de marzo de 2002    |
| Perú                         | Jueves 28 de marzo de 2002    |
| Polonia                      | Viernes 31 de mayo de 2002    |
| Portugal                     | Viernes 29 de marzo de 2002   |
| Reino Unido Irlanda          | Miércoles 27 de marzo de 2002 |
| República Checa · Eslovaquia | Jueves 28 de marzo de 2002    |
| Rumania                      | Viernes 14 de junio de 2002   |
| Rusia                        | Jueves 29 de agosto de 2002   |
| Singapur                     | Jueves 30 de mayo de 2002     |
| Sudáfrica                    | Viernes 28 de junio de 2002   |
| Suecia                       | Jueves 28 de marzo de 2002    |
| Suiza                        | Miércoles 27 de marzo de 2002 |
| Tailandia                    | Viernes 5 de abril de 2002    |
| Taiwán                       | Sábado 6 de abril de 2002     |
| Turquía                      | Viernes 7 de junio de 2002    |
| Venezuela                    | Miércoles 24 de abril de 2002 |

## Versión del vigésimo aniversario
Una versión extendida del filme, incluyendo efectos especiales modificados y formato remasterizado, fue estrenada el 22 de marzo de 2002. Algunas escenas de E. T. habían fastidiado a Spielberg desde 1982, porque él no tenía tiempo suficiente para perfeccionar los animatrónicos. Se usaron imágenes generadas por computadora (CGI), proporcionadas por Industrial Light & Magic (ILM) para modificar varias escenas, incluyendo unos de E. T. corriendo en la secuencia de apertura y viéndose manchas en el maizal. También se modificó el diseño de la nave espacial para incluir más luces. Asimismo, se introdujeron escenas rodadas pero no incluidas en la versión original. Las mismas incluyeron a E. T. tomando un baño, y Gertie diciéndole a Mary que Elliott fue al bosque. Spielberg no añadió la escena con Harrison Ford, sintiendo que cambiaría el filme muy drásticamente. Habiéndose convertido en padre, Spielberg fue más sensible acerca de la escena en que las armas empuñadas por los agentes federales amenazan con armas de fuego a Elliott y a sus amigos escapando, así que reemplazó digitalmente las armas por walkie-talkies.
En el estreno, John Williams dirigió en vivo la ejecución de la partitura. La nueva versión recaudó 35 millones de dólares en Estados Unidos, con una recaudación total a nivel mundial en cifras brutas de 793 millones de dólares desde 1982. La versión del 20.º aniversario fue estrenada como parte de una colección de dos discos en DVD el 9 de diciembre de 2002. También fue empaquetada en una edición para coleccionistas con la versión original. Los cambios en el filme, particularmente la escena del escape, fueron criticados como una corrección política. Peter Travers, de Rolling Stone, pregunta: «¿Recuerdan las armas llevadas por los federales? Gracias al milagro de la tecnología digital, ellos ahora están blandiendo walkie-talkies... ¿Es esto lo que dos décadas han hecho a la libertad de expresión?». Chris Hewitt, de la revista Empire, escribió: «Los cambios son sorprendentemente de baja intensidad [...], mientras que el CGI de E. T. de ILM es usado escasamente como un complemento al extraordinario títere de Carlo Rambaldi. La serie televisiva animada estadounidense South Park parodió muchos de los cambios en el episodio de 2002 Free Hat (Al igual que los cambios de los reestrenos de la trilogía original de Star Wars en 1997). A partir del año 2012, Universal Pictures Home Entertainment descatalogó los DVD de la versión del vigésimo aniversario y desde entonces se opta por relanzar la versión original remasterizada.

## Premios y nominaciones
La película ganó cuatro premios Óscar: a la mejor música, al mejor sonido, a los mejores efectos sonoros y a los mejores efectos especiales, y obtuvo otras cinco nominaciones: a la mejor película, al mejor director, al mejor guion original (Melissa Mathison), a la mejor fotografía (Allen Daviau) y al mejor montaje. Además, en 1983, ganó el Globo de Oro a la mejor película dramática.
Premios Óscar
| Categoría                            | Persona                                                       | Resultado |
| ------------------------------------ | ------------------------------------------------------------- | --------- |
| Oscar a la mejor película            | Steven Spielberg, Kathleen Kennedy, Melissa Mathison          | Nominada  |
| Oscar al mejor director              | Steven Spielberg                                              | Nominado  |
| Oscar al mejor guion original        | Melissa Mathison                                              | Nominada  |
| Oscar a la mejor fotografía          | Allen Daviau                                                  | Nominada  |
| Oscar a la mejor banda sonora        | John Williams                                                 | Ganador   |
| Oscar al mejor montaje               | Carol Littleton                                               | Nominada  |
| Oscar al mejor sonido                | Robert Knudson, Robert Glass, Don Digirolamo, Gene Cantamessa | Ganadores |
| Oscar a la mejor edición de sonido   | Charles L. Campbell, Ben Burtt                                | Ganadores |
| Oscar a los mejores efectos visuales | Carlo Rambaldi, Dennis Muren, Kenneth F. Smith                | Ganadores |

Globos de oro
| Categoría                                  | Resultado |
| ------------------------------------------ | --------- |
| Globo de Oro a la mejor película dramática | Ganadora  |

Medallas del Círculo de Escritores Cinematográficos
| Categoría                 | Resultado |
| ------------------------- | --------- |
| Mejor película extranjera | Ganadora  |

## Continuación
La película no ha tenido una secuela, sin embargo, el proyecto de esta ha existido sin llegar a realizarse. Al momento de estrenarse la película en julio de 1982, Spielberg y Matthison esbozaron una idea para una continuación titulada E. T. II: Nocturnal Fears (E. T. II: miedos nocturnos), que mostraría cómo Elliot y sus amigos son raptados por alienígenas malvados, por lo cual intentarían contactar con E. T. Sin embargo, Spielberg abogó por no realizarla, sintiendo que «no haría otra cosa que extirpar la original de su virginidad».
Del mismo modo, en 2005, se hizo oficial que la actriz Drew Barrymore y Steven Spielberg habían hablado de una posible continuación titulada E. T. The Extra-Terrestrial: The Return (E. T., el extraterrestre: el regreso), que tampoco pudo concretarse y de la cual no se volvió a hablar. Se realizó una secuela de la historia en un libro titulado E. T. El libro del Planeta Verde, que trata de la vida de E. T. en su planeta natal.
El 28 de noviembre de 2019, Xfinity lanzó un comercial de cuatro minutos dirigido por Lance Acord, que lo llamó una «secuela del cortometraje» de la película original, titulada E. T.: A Holiday Reunion. El comercial está protagonizado por Henry Thomas, repitiendo su papel de Elliott, ahora un adulto con una familia propia. La historia sigue el viaje de regreso de E. T. a la Tierra para la temporada navideña, y se centra en la importancia de unir a la familia. El comercial utiliza una marioneta práctica para E. T. él mismo. El puntaje de John Williams de la película original se mezcla con el comercial. Spielberg fue consultado por Comcast (empresa matriz de NBCUniversal, propietaria de Universal Pictures) antes de que comenzara la producción del comercial. Se editó una versión de dos minutos para la filial británica de Comcast Sky UK.

## Videojuegos
Gracias al enorme éxito de la película, la compañía Atari llegó a un acuerdo con Universal Pictures para producir un videojuego de E. T. para la consola Atari 2600 que sería lanzado para las navidades de 1982. Sin embargo, debido a los diversos actos de arrogancia de los ejecutivos de Atari, solo le dejaron al programador Howard Scott Warshaw cinco semanas para completar el desarrollo del videojuego, algo que acabaría por afectar la calidad del mismo. En el juego, controlábamos a E. T. para ayudarle a encontrar tres partes de un teléfono en medio del bosque, y mientras tanto, se debía evitar a un policía que quitaba las partes del teléfono, y a un científico que intenta capturar al extraterrestre. En el juego, E. T. tiene un contador con un número máximo de 9999 que marca el límite de movimientos que se irá disminuyendo conforme E. T. haga una acción como avanzar, levitar o caer a unos hoyos que se encuentran en algunas partes del mapa, si el contador llega a 0, E. T. muere, pero Elliot puede revivirlo hasta los 1500 de movimientos para continuar jugando, si el contador llega a 0 otras 2 veces más, el juego termina. El videojuego de E. T. se había lanzado con mucha expectativa por los directivos de Atari, sin embargo el juego fue un rotundo fracaso, muchas personas que compraron el juego al poco tiempo los regresaban a las tiendas, cosechó críticas negativas por considerarlo frustrante, lleno de errores y nada entretenido y puso en apuros las finanzas de la empresa. Por este motivo la empresa Atari estuvo muy cerca de caer en la bancarrota. 
Se habían producido miles de cartuchos que no fueron vendidos, y para deshacerse de ellos, Atari los enterró en un desierto del estado de Nuevo México. Es considerado por los críticos como el peor videojuego de la historia. En abril de 2014 un equipo de excavación recuperó los restos, estos fueron encontrados en el año 2014, cerrando así uno de los mitos más populares en la historia de los videojuegos. El fracaso del videojuego de E. T. se convirtió en la imagen representativa de la conocida como Crisis del videojuego de 1983.
En 1983, Atari también publicó para sus sistemas de la Familia Atari de 8 bits, y también compatible con el modelo XEGS otro videojuego con el título E. T. Phone Home!, este juego fue publicitado por Atari como una maravilla técnica con la que se podría escuchar las voces de E. T., en este videojuego, Elliot se aventura en buscar partes para armar el teléfono, esto con la ayuda de pistas dichas por el propio E. T. El videojuego no fue un éxito y fue muy ignorado, especialmente porque ya había iniciado la Crisis del videojuego de 1983 y Atari ya se había hecho un mal nombre por el videojuego de la Atari 2600, hoy en día es un videojuego muy olvidado.
Casi veinte años después, con la salida de la edición del vigésimo aniversario de la película, Ubisoft, NewKidko, Fluid Studios, Zed Two, Saffire y Powerhead Games hicieron otros videojuegos basados en la película, esta vez intentando hacer todas las misiones de forma cronológica a la película o como una continuación de la trama. Estos videojuego se lanzaron en PlayStation, PC, Game Boy Color y Game Boy Advance. Los videojuegos no tardaron en ser muy criticados, teniendo unas cuantas comparaciones con el videojuego de Atari 2600, especialmente la versión de Game Boy Advance, que para muchos es casi un nueva versión del videojuego de Atari. Otros videojuegos de E. T. se planeaban realizar para las consolas PlayStation 2 y Nintendo GameCube, pero fueron cancelados.
En 2001, la compañía Kemco junto con Universal Interactive, realizaron un videojuego para el Nintendo GameCube llamado Universal Studios Theme Parks Adventure, en el cual añadieron minijuegos temáticos basados en varias películas clásicas de Universal Studios, y entre ellos, también hubo uno de E. T., en el que el personaje principal debía de subirse a una bicicleta, y ayudar a E. T. a volver a su nave antes de que se fuera. El mayor problema de este minijuego, es que constantemente la bicicleta se caía, haciendo perder el tiempo de manera muy seguida, aparte de tener un manejo de controles muy poco preciso.

## Otras apariciones
La especie de E. T. hace un cameo en la película Star Wars: Episodio I - La amenaza fantasma (1999), en una discusión del Senado donde se ven fuera de cámara a tres extraterrestres de la raza de E. T. Desde esa aparición se han hecho teorías de que E. T. es un maestro Jedi. Esta última teoría ha sido contrastada con el hecho de que en la película original, hay varias referencias a que la saga de Star Wars existe como una franquicia en el propio universo de E. T. Esto se ve, por ejemplo, cuando Elliott le muestra sus juguetes a E. T. o más tarde en la película, cuando en la fiesta de Halloween se ve a un niño vestido de Yoda y E. T. se dirige a él emocionado mientras dice «Casa» una y otra vez.